# Alberto Sols García
Alberto Sols García (Saix, Alt Vinalopó, 2 de febrer de 1917 - Dénia, 10 d'agost de 1989) fou un bioquímic valencià, especialista en la biologia molecular.

## Biografia
Nascut el 2 de febrer de 1917 a la població valenciana de Saix (Alt Vinalopó), va doctorar-se en medicina el 1946, traslladant-se fins a Barcelona com a professor adjunt de les càtedres de Fisiologia General i Química Fisiològica de la Universitat de Barcelona. El 1951 viatjà fins als Estats Units per a ampliar estudis, i on treballà al costat de Carl i Gerty Cori, amb qui feu grans estudis sobre l'hexocinasa, l'enzim que condiciona el metabolisme energètic del cervell. Retornà a Espanya el 1954 i dona inici a la seva tasca investigadora a la Universitat Complutense de Madrid, i després en el Consell Superior d'Investigacions Científiques (CSIC).
L'any 1957 va rebre el Premi Francisco Franco de Ciència pel seu treball sobre fosforització enzimàtica i transport actiu de sucres. El 1969 es va fer càrrec del departament de Bioquímica de la Facultat de Medicina de Madrid, i el 1976 va ser nomenat catedràtic de Bioquímica de la Universitat Autònoma de Madrid. Ha publicat molts treballs en revistes especialitzades.
El 1981 fou guardonat amb el Premi Príncep d'Astúries d'Investigació Científica i Tècnica, en la seva primera edició, pel seu treball pioner de la Bioquímica espanyola, l'activitat de la qual ha donat origen al desenvolupament d'una puixant escola de Bioquímica, universalment reconeguda. Poc abans de morir fou escollit acadèmic de la Reial Acadèmia Nacional de Medicina.
Sols García morí el 10 d'agost de 1989 a la ciutat de Dénia (Marina Alta).